# Мужевине
Мужевине (алб. Muzhevinë) је насеље у општини Исток на Косову и Метохији.

## Демографија
Насеље има албанску етничку већину,
Број становника на пописима:
- попис становништва 1948. године: 436
- попис становништва 1953. године: 477
- попис становништва 1961. године: 595
- попис становништва 1971. године: 717
- попис становништва 1981. године: 895
- попис становништва 1991. године: 1 010